# 黑德兰港
黑德兰港（英語：Port Hedland）是澳大利亚西澳大利亚州的一个海滨城市，也是皮尔巴拉地区的第二大城市，市区人口大约1.5万，包括一个18公里远的卫星城镇南黑德兰。它是澳大利亚天然的最高吨位港所在地，也是重要的铁矿石输出港口。黑德兰港的天然气、食盐、锰矿和牲畜资源丰富。该地属于热带沙漠气候，从市区往沙漠里驱车数小时，才能到达开采铁矿石的纽曼山地区，这些铁矿石通过铁路专线源源不断地运往市区。黑德兰港也是畜产品集散中心、商业中心和旅游胜地。

## 交通
- 黑德兰港站